# Тайик, Хадия
Хадия Тайик (норв. Hadia Tajik; род. 18 июля 1983, Бьерхеймсбюгд, Норвегия) — норвежская журналистка, юрист, политическая и государственная деятельница. Заместительница лидера Рабочей партии (2015—2022). Депутат стортинга от округа Ругаланн с 2017 года, ранее — от округа Осло (2009—2017). Министр труда и социальных дел Норвегии (2021—2022), министр культуры Норвегии (2012—2013), самая молодая (29 лет) из министров в истории страны и первая мусульманка в правительстве.

## Биография
Хадия Тайик родилась 18 июля 1983 года в коммуне Странн в фюльке Ругаланн в семье Сарвара Тайик (M. Sarwar Tajik; род. 1947) и Сафии Казалбаш (Safia Qazalbash; род. 1948), иммигрантов из Пакистана, перебравшихся в Норвегию в начале 1970-х годов.

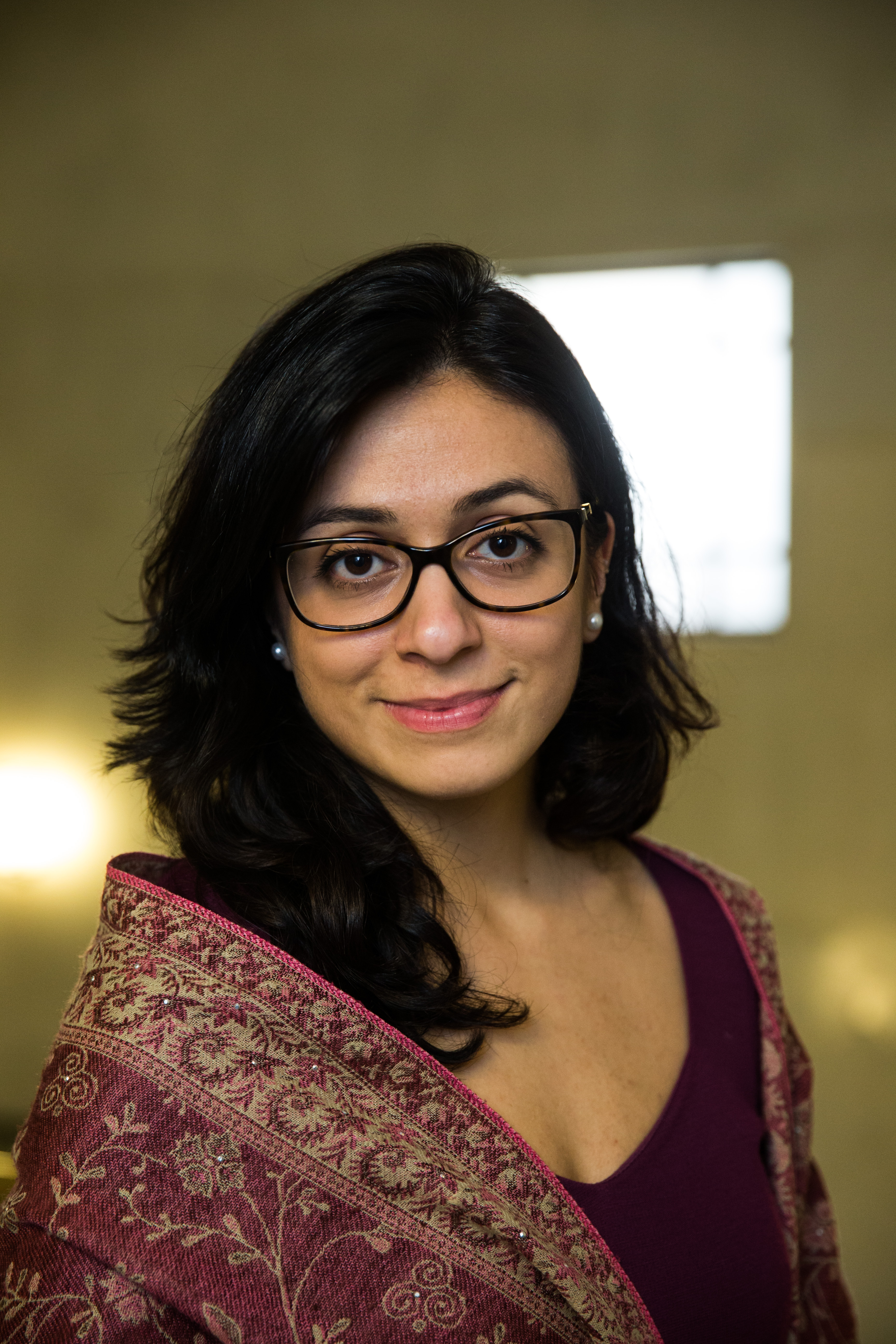
Хадия Тайик. Хельсинки, 2012 год

Получила степень бакалавра журналистики в Университете Ставангера, в Норвегии.
Изучала права человека в Кингстонском университете в Англии с 2004 по 2005 год.
Степень магистра права получила в 2012 году в Университете Осло.
Возглавляла отделение Рабочей молодёжной лиги (молодёжного крыла Рабочей партии) в родной коммуне Странн в 1999—2002 годах.
Была советницей министра труда Бьярне Ханссена (2006—2008), затем — премьер-министра Йенса Столтенберга (2008) и министра юстиции Кнута Сторбергета (2008—2009).
По результатам парламентских выборов 2009 года избрана депутатом стортинга в округе  Осло, где представляла Осло и входила в парламентский комитет в делах образования, научных исследований и религий. По результатам парламентских выборов 2013 года переизбрана в округе Осло. В период с 1 по 16 октября её место занимала Праблин Каур (Prableen Kaur). Хадия Тайик заняла свой мандат 16 октября после отставки правительства.
В день трагедии на острове Утёйа Хадия Тайик вместе с экс-премьер-министром Гру Харлем Брундтланд навещала лагерь Рабочей молодёжной лиги и покинула его всего за несколько часов до начала расстрела участников ультраправым террористом.
C 21 сентября 2012 года министр культуры Норвегии в левоцентристском правительстве Йенса Столтенберга. При назначении министром Тайик заявила, что культурное многообразие должно стать неотъемлемой частью повседневной жизни в Норвегии. За её присутствие в социальных медиа и активную поддержку электронных книг её называли «первым цифровым министром культуры» страны. 16 октября 2013 года король Норвегии утвердил состав нового правительства, преемником Тайик стала Торхильд Уидви.
В 2015 году избрана заместителем лидера Рабочей партии.
14 октября 2021 года получила портфель министра труда и социальных дел Норвегии в правительстве под руководством премьер-министра Йонаса Гара Стёре.

Обещая укреплять трудовые права, объявила о расширении доступа профсоюзов к коллективному возмещению, инициировала более активную деятельность инспекций труда, анонсировала введение пенсий, начиная с первого заработка с 13-летнего возраста, а также пыталась поддержать работников Scandinavian Airlines, уволенных во время пандемии COVID-19. 14 декабря 2021 года вместе с несколькими коллегами-министрами представила общие экономические мероприятия правительства по реагированию на вызванный пандемией кризис, включая выплаты по безработице: 
«Мы не хотим, чтобы люди встречали Рождество с голодным желудком. Ради таких дней и существует государство всеобщего благосостояния... Это преследует две цели: гарантировать людям, которые не могут работать из-за антиковидных мер, безопасность и доход, на который они могли бы жить, и обеспечить большую социальную справедливость». 
2 марта 2022 года дала пресс-конференцию, на которой заявила о предстоящей отставке из-за двух скандалов в связи с невыплатой ей налогов по дополнительным выплатам и из-за пользования правительственной квартирой в 2019 году. Подала в отставку 4 марта.

## Личная жизнь

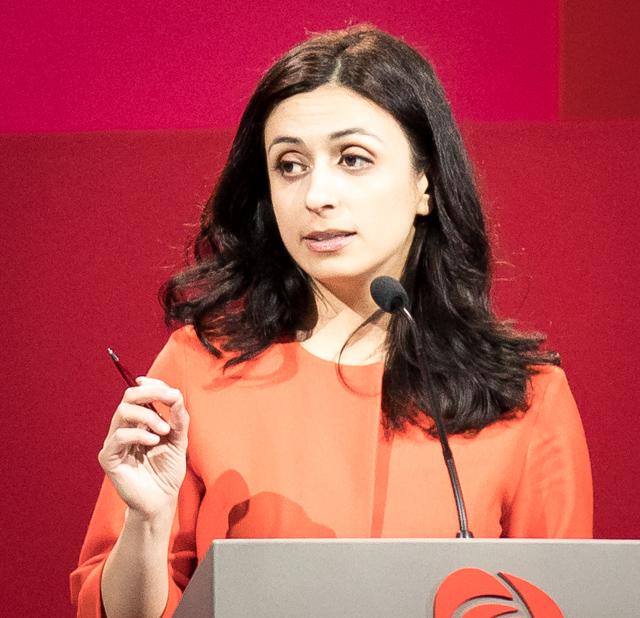
Хадия Тайик, 2017 год

С 2014 года была замужем за своим политическим оппонентом — политиком Консервативной партии (и бывшим членом молодёжной организации Социалистической левой партии) Стефаном Хеггелундом. В феврале 2016 года пара объявила о разводе.
19 июня 2021 года вышла замуж за журналиста Кристиана Скарда (Kristian Skard). В январе 2021 года родила дочь Софию.
Называет себя непрактикующей мусульманкой.